# 全仔溪瀑布群
全仔溪瀑布群位於嘉義縣阿里山鄉豐山村，石鼓盤溪支流全仔溪流域。水漾森林堰塞湖溢流的溪水，經由全仔溪潺潺而下，約莫1.3公里處跌宕而下，至此兩側危崖高聳，形成峽谷地形，溯溪者中亦有人稱之為「藏龍峽谷」。峽谷中經探勘發現八個大小不一的瀑布，其中兩個在枯水期中的水量依舊可觀，被視為具潛力的新景點。由於峽谷地質破碎且坡度大，有一定的危險性，須謹慎小心。

## 瀑布列表
- 藏龍雙瀑：位於全仔溪右岸支流匯入全仔溪處，瀑布標高約1310公尺至1210公尺，分上下兩層，上層瀑布約60公尺，下層瀑布約30公尺，總落差約100公尺。
- 藏龍隱瀑：位於藏龍雙瀑上游約250公尺處，瀑布標高約1510公尺至1390公尺，落差約120公尺，由於地形遮蔽，於全仔溪谷並無法看見瀑布，必須以空拍機拍攝才能一窺全貌。
- 藏龍源瀑：位於藏龍峽谷末端的南面崖壁上，瀑布標高約1465公尺至1425公尺，落差約40公尺，由水漾森林堰塞湖溢流的溪水在此處跌宕始進入峽谷。

## 解
1. ↑  根據《臺灣通用電子地圖【NLSC】》、《臺灣通用正射影像【NLSC】》對照。